# Chanco
Chanco är en kommun i Chile.   Den ligger i provinsen Provincia de Cauquenes och regionen Región del Maule, i den södra delen av landet, 300 km sydväst om huvudstaden Santiago de Chile. Antalet invånare är 9 003. Arean är 530 kvadratkilometer.
Terrängen i Chanco är kuperad åt sydost, men åt nordväst är den platt.
I omgivningarna runt Chanco växer i huvudsak städsegrön lövskog. Runt Chanco är det glesbefolkat, med 19 invånare per kvadratkilometer.